# 奈良県の市町村歌一覧
奈良県の市町村歌一覧（ならけんのしちょうそんかいちらん）は、日本の奈良県に属する市町村で制定されている、もしくは過去に制定されていた市町村歌などの自治体歌やそれに準じた楽曲の一覧である。なお、一覧の順序は全国地方公共団体コード順による。

## 概説
奈良県では、平成の大合併で新たに誕生した市を含む県下の11市全てが市歌を制定している。町村部でも制定率は概して高く、斑鳩町では県庁所在地の奈良市より10年早い1947年（昭和22年）に町歌が制定されている。
2000年代以降では橿原市と平成の大合併で成立した葛城市および宇陀市が新規に市歌を制定しており、このうち橿原市と宇陀市の市歌はシンセサイザー奏者で宇陀市出身の東祥高が作成に携わった。昭和時代後期に制定された自治体歌では中村泰士やキダ・タロー、奈良教育大学名誉教授の牧野英三らが作曲したものが多い。また「奈良県民の歌」と同様に町歌・村歌を町民・村民音頭と同一の告示においてワンセットで制定している自治体が多いことも大きな特徴である。

## 市部
奈良市
- 奈良市民の歌[1] - 1957年（昭和32年）制定

作詞：橋本竹茂 作曲：平井康三郎
- 奈良のうた[2] - 1969年（昭和44年）制定

作詞：横田利平 作曲：長津義司
市制80周年記念歌。
- 時の風[2] - 1989年（平成元年）発表

作詞・作曲：荒井敦子
市制100周年記念歌。
大和高田市
- 大和高田市歌[3] - 1978年（昭和53年）制定

作詞：橋本竹茂 作曲：岡本幸子
市制30周年記念。
大和郡山市
- 大和郡山市歌[4]

作詞：中村静村 作曲：川澄健一
天理市
- 天理市歌[5] - 1964年（昭和39年）4月1日制定

作詞：松本昭 作曲：平井康三郎
市制10周年記念。
橿原市
- 虹染めて[6] - 2002年（平成14年）2月11日制定

作詞：駒井瞭 補作・作曲：東祥高
桜井市
- 万葉のふるさと[7] - 1982年（昭和57年）11月14日制定

作詞：高田直和 作曲：梅谷忠洋
五條市
- 五條市歌[8]

作詞：増谷栄一 補作：前川佐美雄 作曲：大田之則
御所市
- あたらしき ともしび ここに[9] - 1968年（昭和43年）11月18日制定

作詞：中川静村 作曲：樋口昌道
生駒市
- 生駒市歌[10] - 1981年（昭和56年）11月1日制定

作詞：前田藤作 作曲：牧野英三
市制10周年記念。
香芝市
- 香芝市歌[11] - 1976年（昭和51年）4月1日制定

作詞：鈴木知英子 補作：香芝町審査会 作曲：牧野英三
町制時代に「香芝町歌」として制定され、市制施行後に改題・継承。
葛城市
- 葛城市歌「緑の風」[12] - 2006年（平成18年）2月26日制定

作詞：北川康宏 作曲：キダ・タロー 編曲：山田恵範
宇陀市
- うるわしの里 宇陀のまち[13] - 2009年（平成21年）10月6日制定

作詞・作曲：東祥高

## 町村部
山辺郡山添村
- 山添村村歌[14] - 1977年（昭和52年）2月1日制定

作詞：山添村村歌制定委員会 補作：槍一之 作曲：キダ・タロー
生駒郡平群町
- 平群町町歌[15] - 1982年（昭和57年）11月27日制定

作詞：殿坂宗一 作曲：牧野英三
日本音楽著作権協会（JASRAC）のデータベースには「平群町」の表題で登録されている。
生駒郡三郷町
- 三郷町歌[17] - 1989年（平成元年）9月27日制定

作詞：田中順之祐 作曲：吉田賢司
生駒郡斑鳩町
- 斑鳩町歌[18] - 1947年（昭和22年）12月27日制定

作詞：辰己利郎 作曲：前田卓央
生駒郡安堵町
- （不明）

磯城郡川西町
- （不明）

磯城郡三宅町
- 三宅町歌

作詞：藤本武重 作曲：岡嶋芳昭
磯城郡田原本町
- 田原本町歌[19] - 1986年（昭和61年）9月25日制定

作詞：藤本武重 作曲：吉井邦彦 編曲：橋本允
合併30周年記念。
宇陀郡曽爾村
- 曽爾村民の歌[20]

作詞：萩原四朗 作曲：上原賢六
県民歌と同じ萩原四朗の作詞である。
宇陀郡御杖村
- （不明）

高市郡高取町
- 高取町音頭

作詞・作曲：早川孝
高市郡明日香村
- 明日香村民の歌 - 1971年（昭和46年）制定

作詞：西川正夜詞 作曲：八洲秀章
合併15周年記念。
北葛城郡上牧町
- 上牧町歌[21] - 1989年（平成元年）9月29日制定

作詞：堀本秀子 作曲：中村泰士
北葛城郡王寺町
- 王寺町町歌[22] - 1974年（昭和49年）10月1日制定

作詞：王寺町選定 作曲：中村泰士
北葛城郡広陵町
- 広陵町町歌[23] - 1977年（昭和52年）12月20日制定

作詞：大山浩平 作曲：キダ・タロー
町制20周年記念。
北葛城郡河合町
- 河合町町歌[24]

作詞：吉本末美、福本美暲 作曲：久保弥須治 編曲：鞍富誠三
町民音頭「かわい音頭」と同時に制定された。この他に愛唱歌「河合賛歌」がある。
吉野郡吉野町
- いにしえびとのおくりもの[25] - 2017年（平成29年）3月11日制定

作詞：小瀬幸子 作曲：牧野卓央
町制60周年記念。
吉野郡大淀町
- 大淀町の歌[26] - 1981年（昭和56年）11月1日制定

作詞：岡本幸作 作曲：門内一子
吉野郡下市町
- 下市町町歌

吉野郡黒滝村
- 黒滝音頭

作詞：高橋土喜夫 作曲：江口浩司
吉野郡天川村
- （不明）

吉野郡野迫川村
- 心の祭 - 2009年（平成21年）7月20日発表

作詞・作曲：河島翔馬
村イメージソング。
吉野郡十津川村
- 十津川賛歌[27]

作詞：黒沢三郎
吉野郡下北山村
- （不明）

吉野郡上北山村
- （不明）

吉野郡川上村
- 源流の郷 - 2013年（平成25年）発表

作詞・作曲：山川亜紀
村イメージソング。
吉野郡東吉野村
- （不明）

## 廃止された市町村歌
北葛城郡當麻町
- 當麻町町歌

作詞：南英市 作曲：川澄健一
北葛城郡新庄町
- 新庄町町歌 - 1975年（昭和50年）制定

作詞：前川佐美雄 作曲：平井康三郎